# Bathycentor
Bathycentor är ett släkte av steklar. Bathycentor ingår i familjen bracksteklar.
Kladogram enligt Catalogue of Life:
| Bathycentor | \| \| Bathycentor kraesselini \| \| \| \| \| \| Bathycentor parallelus \| \| \| \| |
|             | \| \| Bathycentor kraesselini \| \| \| \| \| \| Bathycentor parallelus \| \| \| \| |
|             | Bathycentor kraesselini                                                            |
|             |                                                                                    |
|             | Bathycentor parallelus                                                             |
|             |                                                                                    |